# Distenia limbata
Distenia limbata là một loài bọ cánh cứng trong họ Cerambycidae.